# جاكسون ستيوارت
جاكسون ستيوارت (بالإنجليزية: Jackson Stewart)‏ هو مدير رياضي ‏ أمريكي، ولد في 30 يونيو 1980 في لوس غاتوس في الولايات المتحدة.

## وصلات خارجية
- جاكسون ستيوارت على موقع الاتحاد الدولي للدراجات (الإنجليزية)
- جاكسون ستيوارت على موقع أرشيف الدراجات (الإنجليزية)
- جاكسون ستيوارت على موقع إحصائيات الدراجات الإحترافية (الإنجليزية)
- جاكسون ستيوارت على موقع نسبة الدراجات (الإنجليزية)